# Podkraljestvo Nova Granada
Podkraljestvo Nova Granada (špan. Virreinato de la Nueva Granada) je nekdanja španska kolonija na severu Južne Amerike s sedežem v Bogoti.
Ustanovljena je bila leta 1717 in je obsegala ozemlja današnjih Kolumbije, Paname, Ekvadorja, Venezuele, Gvajane, Surinama, dele severozahodne Brazilije, sever Peruja, Kostariko in Nikaragvo.
V začetku 19. stoletja so kolonijo začeli pretresati številni upori in zahteve po neodvisnosti. Prvi uspešni upor se je zgodil leta 1810, ko je bila strmoglavljena španska oblast v Caracasu. Narodni kongres je 5. julija 1811 kot prvi na ozemlju kolonije razglasil neodvisno Republiko Venezuelo, vendar je kolonialna uprava formalno obstajala do 7. avgusta 1819, ko je bila razglašena Velika Kolumbija.